# Димитрије Цинцар-Марковић
Димитрије Цинцар-Марковић (Шабац, 6. септембар 1849 — Београд, 11. јун 1903) био је српски генерал и политичар. Цинцар-Марковић је био председник министарског савета (владе) Краљевине Србије од 20. новембра 1902. до 11. јуна 1903, командант Активне војске, начелник Главног генералштаба, начелник команде Активне војске, сенатор у тадашњој дводомној скупштини, професор историје ратне вештине и стратегије на Војној академији. Као најближи сарадник краља Милана Обреновића од 1897. до 1900. дао значајан допринос великој реформи, увећању и унапређењу војске Краљевине Србије, што је омогућило њене ратне успехе у Балканским ратовима. Убијен је у војном пучу познатијем као мајски преврат 11. јуна 1903. године.

## Породица и порекло
Генерал Димитрије Цинцар-Марковић рођен је 25. августа/ 6. септембра 1849. године у Шапцу. Отац пуковник Константин - Коста Цинцар-Марковић, шабачки окружни начелник син је Цинцар-Марка Костића (1777—1822), војводе сокоског и кнеза шабачке Посавине, родоначелника Цинцар-Марковића и усвојеник госпође Томаније Обреновић, кћерке лозничког војводе Антонија Богићевића и жене господара Јеврема Обреновића. Мајка Неда Цинцар-Марковић, рођ. Ранковић (11. фебруар 1820 — 8/20. април 1873), родом из Крагујевца, кћерка је капетана Стојана Ранковића, познатог у време Првог српског устанка под именом војвода Стојан Арачлија.
Цинцар-Марковићи су породично блиско везани за Обреновиће. Најужем кругу ове династије припадали су у време владавине краља Милана и његовог сина краља Александра .
Димитрије је добио име по Светом Димитрију, јер је крсна слава Цинцар-Марковића Митровдан. Имао је старијег брата пуковника Марка Цинцар-Марковића, команданта жандармерије Србије и сестру Анку, удату за Ивића, бившег аустроугарског официра.
Деда генерала Цинцар-Марковића, војвода Цинцар-Марко, родом је из Доње Белице код Охрида и Струге, одакле је пореклом и његов брат од стрица војвода Цинцар-Јанко, родоначелник Цинцар-Јанковића.

## Школовање, боравак у Пруској, ађутант кнеза Милана
Основну школу и четири разреда гимназије завршио је у Шапцу, а пети разред гимназије у Београду.
У 7. класу Артиљеријске школе и војску Србије ступио је 21. октобра 1865. године. Петогодишње школовање на Артиљеријској школи завршио је 13. јануара 1870. године, са одличним успехом, као шести у рангу од четрнаест питомаца. Произведен је у коњичког потпоручника и одређен за водника коњичког ескадрона Стајаће војске.
Као државни питомац од 1872. до 1873. боравио је на војном усавршавању у Пруској, где је служио у коњици у 13. уланском пуку и 1. хановерском пуку.
Постављен је ађутанта кнеза Милана Обреновића 24. фебруара 1874, да би 13. априла 1875. био именован за командира Гардијског ескадрона.
Испит за генералштабног мајора положио је 1885. када је и преведен из коњице у генералштабну струку.

## Српско-турски и руско-турски ратови 1876—1878.
У Првом српско-турском рату 1876. учествовао је као капетан 2. класе, ађутант и вршилац послова генералштабног официра на служби у Браничевској бригади 1. позива Народне војске. Уочи рата Стајаћа војска је инкорпорирана у Народну војску.
Учествовао је у биткама на Великом Извору, код Књажевца, на Реавцима, Курилову и Шиљеговцу и више пута је одликован за храброст.
По окончању Првог српско-турског рата од 13. јануара 1877. налази се на служби у Штабу Коњичке инспекције. Од 13. априла је као капетан 1. класе на дужности ађутанта Штаба Моравског кора.
У Другом српско-турском био је шеф Штаба Моравске дивизије.
Учествује у опсади Ниша и борбама код турског утврђења Самоково.

## Кретање у служби
Од новембра 1878. командир 3. ескадрона коњице Стајаће војске, а од 13. новембра 1879. командир 4. ескадрона коњице Стајаће војске. Од 13. септембра 1880. ађутант команданта Стајаће војске, од 13. октобра на служби у Војноисторијском одељењу Главног генералштаба. У коњичког мајора унапређен је 1. новембра 1882. године. Од 27. фебруара 1883. командир 1. ескадрона, а од 27. октобра исте године командир 2. ескадрона коњице Стајаће војске.
Од 1884. налази се на генералштабној дужности као в. д. начелник Штаба Шумадијске дивизије. Исте године, као војни изасланик, присуствовао је маневрима аустроугарске војске.
Пошто је фебруара 1885. положио испит за генералштабну струку 28. марта 1885. постављен је за шефа Унутрашњег одсека Оперативног одељења Главног генералштаба .

## Српско-бугарски рат 1885. и генералштабна служба
У српско-бугарском рату 1885. године учествовао је као командант 11. пука, мобилисаног из Крагујевца и Шумадије. Овај пук је постигао запажене успехе 15. и 19. новембра 1885. на почетку битке на Сливници. Постоје мишљења да је била грешка врховне команде што, након постигнутог успеха, није допустила гоњење непријатеља.
Касније кад је дошло до повлачења српске војске, учињене су многе грешке. Наређено је да се због општег пораза и паничног повлачења појединих јединица пронађу тзв. „прсташи“ и да се стреља сваки десети. Пошто је то наређено и за 11. пук, мајор Димитрије Цинцар-Марковић је изашао пред свој пук и одлучно се супротставио наређењу краља Милана: „Величанство, ако такав захтев не изволите повући, онда стрељајте прво мене јер одговорност за рад пука, а исто тако и за његово људство лежи на његовом команданту. Ја тврдим да су моји војници увек савесно вршили своју дужност“.
По завршетку рата постављен је за в. д. Команданта коњице сталног кадра.
Од 13. септембра 1885, поред редовних дужности, професор је на Војној академији, где предаје историју ратне вештине и стратегију до 1893. године.
У чин потпуковника унапређен је 10. марта 1886. године. Од фебруара 1889. командовао је коњичком бригадом. Од априла 1890. врши дужност начелника Оперативног одељења Главног генералштаба. У чин пуковника унапређен је 13. новембра 1892. године, а од 15. маја 1893. постављен је на положај команданта Моравске дивизијске области.

## Активна војска и реформа војске
Краљ Александар Обреновић је 1897. одмах по установљењу Активне војске за команданта Активне војске поставио свог оца краља Милана који је, одмах по ступању на дужност започео велику реформу војске. Краљ Милан је од краља Александра добио неограничена овлашћења у војсци. У оквиру реформе војске и раду активне команде краљ Милан је развио пешадијске пукове сталног кадра, увећао официрски и уопште старешински кадар, обраћана је већа пажња на војна вежбања и маневре, започело је зидање војних грађевина, нарочито великих касарни, знатно је побољшано наоружање војске .
У састав Активне команде инкорпориран је и Главни генералштаб .
Краљ Милан је именован за армијског генерала, чин који до тада није постојао у српској војсци.
Пуковник Димитрије Цинцар-Марковић постављен је на положај начелника генералштаба Активне војске 25. децембра 1897.
У чин генерала унапређен је 18. децембра 1897.
Руководио је успешним великим јесењим маневрима у околини Ниша 1899. године ., где су присутни војни изасланици великих сила и других држава дали изузетно похвалну оцену у погледу материјалне спреме ангажованих трупних јединица и способности њихових команданата Ови значајни маневри потврдили су успешну примену програма реформе оружаних снага Србије, које је започео краљ Милан уз помоћ Димитрија Цинцар-Марковића и других најистакнутијих представника војске.
Дана 3. марта 1900. именован је за почасног ађутанта краља Александра Обреновића.
Краљ Милан одлази из Србије почетком јуна 1900, а „у одсуству га у дужности команданта Активне војске“ заступа начелник штаба генерал Димитрије Цинцар-Марковић .

## Женидба краља Александра и Драге Машин
Због објављивања веридбе краља Александра бившом дворском дамом његове мајке Драгом Машин 21. јула 1900, влада Владана Ђорђевића је поднела оставку, а краљ Милан одлучио је да се не враћа у Србију.
После дугих неуспешних консултација о новој влади, у напетој атмосфери, 24. јула 1900. увече краљ је позвао у двор генерала Цинцар-Марковића, који се такође супротставио његовој намери да се ожени Драгом Машин. После разговора који је трајао дубоко у ноћ, Цинцар-Марковић се вратио кући, верујући да постоји могућност да краљ одустане од женидбе. Међутим, сутрадан око 8 сати ујутро краљ Александар је телефоном позвао Цинцар-Марковића и рекао му: „Господине генерале, реците драгичка! Знате ли шта је ново. Ја сам ипак нашао људе који ће по мојој жељи саставити владу и ако ви то не хтедосте учинити“.
Према записаним и објављеним сведочанствима Цинцар-Марковићеве удовице даље се ређају следећи догађаји. У намери да још на неки начин покуша да спречи женидбу, Цинцар-Марковић, по кога долазе кочија са калемегданске тврђаве из Активне команде, одмах одлази код поглавара Српске православне цркве у Србији митрополита Инокентија, који му је био рођак и кум. Међутим, митрополит сумња у могућност одвраћања краља од женидбе „јер се много воле“ и с обзиром на подршку Русије, пошто је руски цар пристао да буде кум. Након тога, на своју руку генерал Цинцар-Марковић, тајно је из Земуна послао телеграм краљу Милану са позивом да се врати у Србију. Међутим, краљ Милан је одлучио да се више не враћа у Србију.
Познајући краљеву прекост и страхујући да не одлучи да га притвори, као што је притворио његовог брата, генерал Цинцар-Марковић је, пошто су му жена и кћерке биле на одмору у бањи Мехадији, дао свом послужитељу кључеве од писаћег стола и упутства како да поступи у случају да по краљевој наредби буде лишен слободе.
Иако није био сагласан са краљевом женидбом, Цинцар-Марковић, који је био заступник и в. д. команданта Активне војске није био пензионисан као неки други официри., али није ни именован за команданта Активне војске. Након разрешења краља Милана за команданта Активне војске постављен је генерал који је јавно подржао краљевски пар пред официрском кором
Исте године именован је за начелника Главног генералштаба, који је тада издвојен из састава Активне команде .
Од 1. септембра 1901. члан је Вишег војног савета.
Руководи јесењим маневрима 1901. у околини Уба.
За команданта Активне војске именован 29. априла 1902, што је био највиши положај у војсци. Међутим, активна команда није више имала онај утицај који је имала у време краља Милана.

## Председник министарског савета (владе) Србије
Генерал Димитрије Цинцар-Марковић на молбу краља Александра Обреновића образовао је владу 20. новембра 1902. године. Влада је укупно трајала само 7 месеци, до мајског преврата 11. јуна.
О краљевим разлозима за именовање генерала за председника владе, оставио је сведочанство Владимир Јовановић: „Замерао је политичким партијама што се не боре за идеје и начела, него само да би се дограбиле државне власти, па је експлоатовање за личне и котеријске интересе и рачуне, а на штету опште ствари. Рекао је да жели да се једном учини крај таковом експлоатовању државне власти, те да у тој жељи намерава створити један патриотски кабинет. На челу тог кабинета био би један генерал, који би, као добар војник, био недоступан политичним интригама, које распаљују котеријске страсти, те стварају духовну анархију у држави, и стављају Србију изван могућности да врши своје културне задатке, и одговори свом народном позиву.
Краљ Александар је 1902 „чика-Мити“, како га је од детињства звао, тада команданту активне војске и сенатору, понудио место председника министарског савета (Владе). Према сведочењу Живојина Мишића, Цинцар-Марковић је у почетку мислио да ће моћи да одбије краљеву понуду. Цинцар-Марковић се са Мишићем кладио у ручак да неће прихватити место председника Владе, али је, после три дана интензивних разговора са краљем на крају ипак прихватио. Да Цинцар-Марковић није желео да буде на челну нове владе говори и Владимир Јовановић, који у новој влади није хтео да прихвати место министра финансија
Председник министарског савета остао је и у реконструисаном кабинету од 7. априла 1903. године. Министри у влади били су генерал Милован Павловић, министар војни, Велимир Тодоровић, рођак Цинцар-Марковићев, министар унутрашњих послова, Лука Лазаревић, министар просвете, Сима Лозанић, министар иностраних послова, Љуба Новаковић, министар народне привреде, иначе рођак Обреновића, Павле Денић, министар грађевина, Милован Маринковић, министар финансија и Антоније Пантовић министар правде. Занимљиво је да је од 3. маја, дакле уочи мајског преврата за министра просвете дошао Живан Живановић, зет водећег завереника међу официрима Драгутина Димитријевића Аписа.
Командант целокупне жандармерије био је Цинцар-Марковићев брат, пуковник Марко Цинцар-Марковић .
Поглавар цркве био је рођак и кум Цинцар-Марковића, митрополит Инокентије.
Са новим дворским лекаром др Демостеном Николајевићем - Хаџи био је такође у сродству.

### Политичка уверења
Димитрије Цинцар-Марковић био је опредељен за већ утврђене основне правце државотворне политике Краљевине Србије, која је претпостављала јачање државе, а поготово војске због потребе ослобађања још неослобођених српских крајева, пре свега Косова и Старе Србије. Његове планове и разраде оперативних активности, међу којима је, до краја био урађен нацрт операција на југу према Косову, преузео је 1904. Радомир Путник. Цинцар-Марковић је 1902. био уверен да је дошло погодно време за напад на Турску и ослобођење јужне или Старе Србије.
Близак краљу Милану и Обреновићима од раног детињства, осећао је, као официр, а и лично одговорност појачану молбом краља Милана која је изречена приликом њиховог последњег сусрета, да се брине о његовом сину . Истински лојалан владару и монархији, желео је да учини све што је потребно да би се спасла династија која је тада имала само краља Александра. Био је противан краљевој женидби, али није заоштрио сукоб са краљем на начин на који су то учинили неки други официри Неки од официра који су се замерили краљици Драги, због чега су били пензионисани, као што је био случај генералштабним пуковником Александром Машином, у такву ситуацију су дошли због неопрезне и сувишне приче у друштву људи у које нису могли бити сигурни да су им пријатељи. Цинцар-Марковићев рођени старији брат пуковник Марко Цинцар-Марковић, у то време командант целокупне жандармерије Србије, замерио се краљици зато што је писао песме у којима је исмевао Драгу Машин.
Краљ Александар је више пута, најмање три пута, од 1900. наговарао Цинцар-Марковића да образује владу. Цинцар-Марковић је прихватио тек крајем 1902. године, када је краљичин положај био озбиљно уздрман. Тада су околности биле знатно другачије него 1900. када се краљ женио. После краљичине лажне трудноће и лекарске потврде да не може имати наследника Александар је „потпуно клонуо“ и давао знаке да је почео да се двоуми .
Изгледа да је главни и последњи услов за прихватање места председника владе, био да краљ пристане на растављање, односно развод са краљицом Драгом. Тако је Цинцар-Марковић био иницијатор последњег покушаја мирног удаљења краљице Драге 1903. Сведочењу удовице Цинцар-Марковића да је он имао начелан договор о решењу питања краљице и престолонаслеђа у време када је прихватио да образује владу, могла би у прилог да иде и чињеница да приликом ранијих краљевих наговарања да прихвати место председника владе то није учинио . У сваком случају осмислио је план за удаљење краљице из Србије и убедио је краљицу да отпутује на лечење у познату бању Франценсбад, која се данас налази у Чешкој, на граници са Аустријом.
Непосредни договори у погледу вођења државне политике и планови владе о решењима питања престолонаслеђа и сл, о којима се посредно знало, остали су непознати и недовољно истражени, јер су, између осталог, скоро све кључне личности и сведоци последњих 7 месеци владавине Обреновића убијени 11. јуна 1903. За разлику од претходних влада, нико није оставио мемоаре, нити је могао касније да демантује или да потврди туђе исказе или оцене историчара. Нова епоха која је наступила 1903. годином, потискивала је интересовање за претходни период, чијем истраживању нису доприносиле ни жучне полемике у штампи о завереничком питању, нити борбе за власт тајних официрских удружења, чији се утицај на политику може пратити све до 1941. године.

### Основне карактеристике и програм Цинцар-Марковићеве владе
После оставке владе Петра Велимировића образована је Цинцар-Марковићева влада, коју је штампа одмах назвала „генералска влада“. Влада је образована од радикала, либерала и нестраначких личности. По свом склопу личила је на раније „неутралне владе“ Светомира Николајевића и Владана Ђорђевића, јер је и она била састављена од политичара слабо везаних за своје странке. Политичари који су приступали личном режиму краља Александра, одвајали су се од својих дотадашњих странака, губећи тако везу са својом страначком базом. Сам краљ Александар, у суштини, био је склон увођењу самодржавља по угледу на Русију и у пракси је покушавао да кроз демократске институције спроведи своју замисао личног режима, јер за званично увођење самодржавља није имао довољно политичке снаге и подршке. Између осталог, због тога су му блиски били генерали, међу којима су веома ретки случајеви страначки ангажованих и за политичке програме тадашњих странака у Србији заинтересованих личности.
У програму владе од 19. новембра предвиђена је била промена Устава од 19. априла 1901, којом би се укинуо Сенат односно дводомна скупштина. Пошто Сенат није био никада популаран краљ се надао да ће његовим укидањем оставити добар утисак на јавно мњење. У ствари, краљ се лично разочарао у Сенат, где су њему супротстављени радикали остварили већину, а доживотни сенатори које је краљ лично поставио показали су се непослушним.
У програму Цинцар-Марковићеве владе, осим повратка на Устав из 1888, било је и хитно доношење закона о чиновницима, свештеницима (са правом на пензију), закона о земљорадничком кредиту, о штампи и др. Цинцар-Марковић је намеравао и да укине диспозициони фонд, односно да останак фонда буде условљен редовним издавањем признаница на изузети новац са тачно одређеним циљем утрошка, као и са парламентарним надзором трошкова у време када су погодне спољнополитичке прилике .
Пошто је влада одмах одгодила заседање Скупштине, борба између ње и опозиције вођена је у штампи. Новинар Пера Тодоровић, бивши радикал, био је главни носилац Цинцар-Марковићеве политике пред јавним мњењем.

### Македонско питање
Од свих питања спољне политике Србије најзначајније било је Македонско питање. У Македонији бугарска пропаганда није била само борба за школу и цркву, већ је добила и револуционарни карактер, јер су спремане чете за подизање устанка.
Русији и Аустроугарској, међутим, није одговарало тада ремећење стања на Балкану и вршиле су утицај и на Србију и на Бугарску да не покреће акције у Турској.
Спречавање заједничке српско-бугарске акције против Турске, у време када је Русија, уочи руско-јапанског рата, решавала питања на Далеком истоку, био је и разлог изненадне посете руском министра иностраних дела грофа Владимира Николајевича Лам(б)сдорфа Србији фебруара 1903. На састанку у Нишу, одакле је Ламсдорф допутовао из Софије, присуствовали су краљ Александар, генерал Цинцар-Марковић, који је допутовао из Београда и руски министар. Цинцар-Марковић је покушавао на вишечасовном састанку да увери Ламсдорфа да је повољан тренутак за напад на Турску .
У ишчекивању могућег Македонског устанка убрзане су војне припреме. Под Цинцар-Марковићевом владом наручена је једна батерија брзометних топова, 45 милиона патрона за пушке, уз то 50.000 шињела и 40.000 цокула.
Иако за време његове владе, због пријатељских односа између Србије и Турске и препоруке Русије, још није биле почела српска четничка акција у Македонији, његова влада помагала је српско становништво на југу и то добрим делом преко Голуба Јанића, чија је жена Босиљка Јанић била Цинцар-Марковићева рођака. У Цинцар-Марковићевој кући окупљали су се представници организација које су помагале српску акцију у Македонији, са повереницима са југа, као и са изасланицима арнаутског вође Исе Бољетинца.

### Мартовске демонстрације и промена Устава
Због једног окупљања трговачких помоћника, које је прерасло у веће протесте 5. априла 1903, жандармерија и војска изведене су на демонстранте и дошло је до спорадичног пуцања у ком је било жртава.
Веће крвопролиће избегнуто је у последњем тренутку. Краљ и краљица били су запрепашћени бројем демонстраната. Подстакнут Драгом краљ је пошао на телефон да нареди употребу оружја, али га је генерал Цинцар-Марковић зауставио .
У јавном мњењу двадесет и трећи март оставио је велики утисак због прекомерне употребе силе и убиства „деце“ - калфа и ученика.
Два дана касније објављен је краљев проглас којим се Априлски устав „на кратко време“ и „до даље наредбе“ обуставља. Узевши сву власт у своје руке краљ је распустио Сенат и Скупштину, поништио све указе о наименовању сенатора, ставио Државни савет на располагање, укинуо закон о изборима Народног представништва о општинама и о штампи, наредио нов избор председника и судија свих судова осим председника Касационог суда. Још исте вечери постављени су нови сенатори и саветници. И председник Сената генерал Јован Бели-Марковић и председник Државног савета били су, по примеру председника владе генерали. Успостављени су закони о штампи и о општинама који су важили осамдесетих година. То је обнародовано 7. априла 1903. Безуставно стање трајало је свега 45 минута.

### Успех на мајским изборима
После државног удара од 7. априлa 1903. избори су расписани за 1. јун 1903. На изборима нису учествовали радикали, али је Цинцар-Марковићева влада добила више него очекивану подршку гласача. Владини кандидати добили су подршку 180.000 гласова, што је за 50.000 било више од подршке коју је на две године раније одржаним изборима добила напредњачко-радикалска коалиција. „У четири ока радикали су признавали да ја за Цинцар-Марковићеву владу гласало много више њихових људи него што се могло и помислити“. Један део радикалских бирача власт је могла натерати да изиђу на гласање, али није их могла натерати све. „Народу су досадиле страначке теревенке, он је жељан мира и реда, краљ са својим неутралним режимом читао је народу душу“ .
За неуспех радикалске опозиције узрок се може тражити и у њеној слабости, јер су многи радикалски вођи страховали за своје високе државне службе, на којима их је оставила влада генерала Димитрија Цинцар-Марковића. То је свакако помогло успех владе.
У породици генерала Цинцар-Марковића увек се истицао и значај његове личности за успех на изборима: „Варошко становништво, специјално београдска чаршија гајила је врло добро расположење према генералу, познавајући га још из раније као војног команданта несумњиво ретке способности и беспрекорног карактера и чврсте руке, према којим особинама могло је од њега очекивати бар паметан и сасвим исправан рад“. У Шумадији „сеоски свет га је задржао у најлепшој успомени“ као команданта 11. пука, који је постигао успех на почетку Сливничке битке, а супротставио се краљевом наређењу о стрељању војника због општег пораза и бежања војске. На западу Србије, у Подрињу „генералова породица беше позната из старина (у доба народних устанака његов деда зв. Цинцар Марко Костић, беше кнез шабачке нахије и околине и на Баурићском шанцу је и командовао) а после многих бојева завршио свој живот са седамнаест рана. А отац генералов Коста, цео свој век провео је са службом у том крају, и у Шапцу је као дугогодишњи окружни начелник и умро“.
Слободан Јовановић истиче његов несумњиво велики углед у војсци: „међу официрима уживао велики глас са своје стручне спреме, и сматран је као унапред одређени генералисим у случају рата, нешто од оног поверења војске које је Радомир Путник стекао тек у Балканском рату, (он је) уживао још за време мира“.

### План о удаљењу краљице Драге
Пошто је успео да поколеба краља Александра, који је након лажне трудноће и сазнања да краљица Драга не може да има деце „потпуно клонуо“, Цинцар-Марковић је убедио саму краљицу да, због интереса династије, изаберу најбољу бању у иностранству, где постоје могућности да се излечи и да добије дете. У томе му је помогао његов рођак, дворски лекар, др Демостен Николајевић - Хаџи.
Генерал Димитрије Цинцар-Марковић имао је договор са краљем да 5/18. јуна лично испрати краљицу Драгу на лечење у бању Франценсбад. План је био да краљици буде затворена граница Србије, као што је већ била затворена раније за краља Милана и краљицу Наталију. О назнакама да ће се „нешто десити“ које му је краљ Александар рекао приликом њихове последње шетње у дворском парку, сведочи и пуковник (потоњи војвода) Живојин Мишић. За потребе путовања у иностранство, где су официри по Правилима службе, путовали, осим у изузетним приликама, у цивилном оделу, Цинцар-Марковић је купио цивилно одело. Међутим, ово путовање, планирано за 5/18. јун, против чијег осујећења је планирао низ мера, предупредио је преврат од 29/11. јуна. У том истом цивилном оделу генерал Цинцар-Марковић је сахрањен.

### Сазнања о официрској завери
Завера против краља Александра, која се спремала чак две године, није била тајна. Гласови о завери били су познати и широј јавности. Још 1901, после првог састанка завереника, краљ је информисан да се официри окупљају. Два официра из завереничког круга 1903. су притворена, али пошто није било доказа о њиховој кривици убрзо су пуштени. Доставе о официрској завери учестале су. Полиција их је озбиљно схватала, али не и генерали. Генерал Димитрије Цинцар-Марковић, и генерал Милован Павловић, министар војни, сматрали су оптужбе неоснованим. Слободан Јовановић је мишљења да Цинцар-Марковић „није могао да појми“ да би неко од официра могао бити против њега: „И (Павловић) . и Цинцар-Марковић волели су војску и сматрали су за своју официрску дужност да је бране од полицијских достава. Тим генералима одгајаним у појмовима Милановог доба, официрска завера чинила се нешто морално немогућно, и они су затварали очи чак и пред јасним наговештајима“ Изгледа да је у самој ноћи преврата 10. јуна 1903. краљ Александар имао отворену расправу са Цинцар-Марковићем, од кога је тражио да се притвори и стави пред преки суд један већи број официра, за које је добио информације да су у завери. Цинцар-Марковић је бранио официре, нудећи оставку.

## Мајски преврат и породична трагедија
Генерал Димитрије Цинцар-Марковић убијен је у ноћи преврата 10. јун на 11. јун 1903, на кућном прагу своје куће на углу Крунске и Ресавске улице. Исте ноћи, пре њега убијен је на дужности у двору његов зет артиљеријски поручник Јован Миљковић, краљев ордонанс официр. Други зет капетан Војин Максимовић, осуђен је 1907, због сукоба са завереницима, на 10 година робије.

### Породична трагедија
У ноћи мајског преврата очекивао се порођај Ружице, кћерке генерала
Димитрија Цинцар-Марковића, која је била удата за артиљеријског поручника Јована Миљковића, краљевог ордонанс официра.
У време припреме преврата, кад су завереници придобили један број официра и одлучили да се преврат изврши у двору у Београду, приступили су опрезном трагању за бар једном погодном личношћу међу ађутантима и ордонанс официрима краља Александра. То је био најтежи део посла, који је на себе преузео капетан Драгутин Димитријевић Апис. Његов покушај да задобије краљевог ордонанса официра поручника Јована Миљковића није успео, јер, према речима Драгише Васића: „Овај честити официр, друг и редак пример карактера, одби сместа околишну понуду његову, изјављујући да ће, ако се то деси за његова дежурства, по дужности бранити краља. У исто време он му даде официрску реч да никад неће издати оно што је од њега сазнао".
Не знајући шта се спрема у ноћи преврата, 10. јуна 1903. поручник Јован Миљковић вратио се тог дана са пута из унутрашњости и јавио се на дужност дворске службе, иако рок одсуства још није био испуњен.
Краљ Александар, знајући да се Миљковићева жена порађа, рекао му је да га ослобађа од дужности да би био са породицом. Захваљујући се краљу на пажњи одговорио је да ће бити лекари уз породиљу и „да се нада у Бога“ да ће се све бити добро и без његовог присуства.
У двору увече, Миљковић, дежурни официр те ноћи, вечерао је са краљевим ађутантом који је приступио завереницима генералштабним потпуковником Михаилом Наумовићем, унуком Карађорђевог секретара Наума Крнара, који је заједно са вождом убијен у Радовањском лугу 13. јула 1817. године. Наумовић је током вечере Миљковићу насипао чашу вином, у намери да га опије. Наумовићев задатак био је да заверенике одведе у спаваћу собу краљевског пара, пошто су се кључеви налазили код њега. Пошто није успео да опије и успава Миљковића, како је било предвиђено, он је морао да се свуче и легне да би тако отклонио сумњу са себе.
Кад су завереници ушли у двор, у намери да, пре свега, сачува Миљковића и савлада га у отпору, Драгутин Димитријевић Апис се упутио према соби ордонанса. Кад је ушао у собу скочио је на његову постељу обгрлио га и преклињући га да се не противи: „Јово“, говорио му је, „ја сам, Драгутин, буди паметан, буди миран, не гини лудо“. Али се Миљковић пренуо, и отимајући се истргнуо је десну руку и покушао да је завуче испод узглавља и дохвати пиштољ. У том, да сачува Аписа, за кога је мислио да је у опасности, један од завереника, потпоручник Боривоје Јовановић, не двоумећи се, пуцао је из пиштоља и првим метком погодио Миљковића у главу .

### Убиство генерала Цинцар-Марковића
Према једном извору, пошто завереници нису успели да нађу у двору краља и краљицу, пуковник Александар Машин, који, након Аписовог рањавања руководи завереницима, одлучио је да је време да се преузме власт у држави. Машин је дао писмену наредбу да се убију председник владе генерал Димитрије Цинцар-Марковић, министар војни генерал Милован Павловић, министар унутрашњих послова Велимир Тодоровић, као и краљичина браћа артиљеријски поручник Никола Луњевица и коњички потпоручник Никодије Луњевица. Изгледа да су официри по наређењу, или самоиницијативно покушали да убију још неке истакнуте личности. Завереници су страховали да Цинцар-Марковић и министри војске или полиције, иако опседнути у својим кућама, на неки начин не ухвате везу са војском и полицијом. У том случају цела државна машинерија покренула би се против завереника, које би стигла судбина атентатора на кнеза Михаила.
Слободан Јовановић закључује да је пуковник Александар Машин, који је дуги низ година одлично познавао све људе чија је убиства наредио, имао за циљ обезглављивања законите владе, односно да је „без праве потребе, и из чисте предострожности, наредио убиства. Постоје и мишљења да је Машин, који је пре преврата боравио у Русији, имао и одређене иностране везе.
Наређење о убиству генерала Димитрија Цинцар-Марковића извршио је капетан Светозар Радаковић.
Генерал Цинцар-Марковић убијен је на прагу своје куће у Крунској улици, наочиглед породице.
Сахрањен је у породичној гробници на Новом гробљу у Београду.

### Последице
Пошто нису могли од да сакрију да су јој убијени и отац и муж, Цинцар-Марковићева кћерка Ружица Миљковић, која се исте ноћи порађала, изгубила је дете. Ружица је касније била удата за дивизијског генерала Драгољуба Петровића, није имала деце.
Исте ноћи официри су тражили и пашенога Цинцар-Марковићевог Светозара Гвоздића, државног саветника и бившег министра, али је он успео да се преко дворишта искраде из куће.
Друга Цинцар-Марковићева кћерка Анђелија Цинцар-Марковић, према казивању у породици, убрзо је „умрла је од жалости“ за убијеним оцем.
Најстарија Цинцар-Марковићева кћерка Томанија, по истеку једногодишње жалости за оцем, удала се 1904. године за вереника капетана Војина Максимовића, који је 1903. био на школовању у Русији на Николајевској генералштабној школи.
Капетан Војин Максимовић, 1906. у једном разговору запретио је официрима завереницима. Због те претње у којој је поменуо датум када је била планирана једна од неуспешних контразавера осуђен је 1907. на 10. година заточења. Из затвора је ослобођен почетком ратова након 5 година проведених у затвору.
По доласку на престо, краљ Петар Карађорђевић позвао је на разговор Цинцар-Марковићевог таста Илију Маргетића (1820—1910) и понудио апанажу из својих средстава за Цинцар-Марковићеву породицу, што нису прихватили.
У ноћи преврата тешко је рањен министар унутрашњих послова Велимир Тодоровић, Цинцар-Марковићев рођак. Тодоровић је праунук кнеза Теодосија из Орашца и унук, по мајци, војводе Цинцар-Јанка, коме је Цинцар-Марко брат од стрица. У Тодоровићеву кућу ушли су пијани официри које је предводио поручник Милан Маринковић. Срушили су петролејску лампу и после у мраку пуцали по салону. Тодоровић се сакрио иза тешких завеса, погодили су га са неколико метака, али није ни реч рекао и тако је успео да се спасе. После му је годинама суђено због наводне утаје новца од имања једног од рођака Обреновића, имењака Велимира Тодоровића, чије је наследне масе он био правни старатељ, пре него што је постао министар унутрашњих послова.

## Породица
Генерал Димитрије Цинцар-Марковић имао је рођеног старијег брата пуковника Марка Цинцар-Марковића који је био командант жандармерије Србије. Међутим, Марко је, као и скоро цео официрски кор у Србији, био противан женидби краља Александра Драгом Машин. У напетој атмосфери у време краљеве женидбе и после ње, написао је неколико шаљивих песама у којима је критиковао краљицу Драгу, што се открило, па је био смењен са положаја и притворен. Пуковник Марко Цинцар-Марковић је отац др Александра Цинцар-Марковића, последњег министра иностраних послова Краљевине Југославије. Имао је још једног сина Љубомира Цинцар-Марковића који је био питомац Војне академије, а погинуо је од последица пада са коња, као и кћерке Јелицу и Зору.
Генерал Димитрије Цинцар-Марковић био је ожењен Маријом Маргетић, кћерком Илије Маргетића, министра финансија Кнежевине Србије 1879—1880. године. и Анђелије Новаковић кћерке протојереја-ставрофора Илије Новаковића (1813—1885) дворског свештеника, духовника кнеза Михаила, београдског окружног и војног свештеника, посланика на Светоандрејској скупштини.
Цинцар-Марковићев таст Илија Маргетић (1820—1910), родом из Дубровника, син последњег секретара дубровачког кнеза, био је познат у Београду по богатству због чега су га прозвали „врачарски Крез“.
Димитрије и Марија Цинцар-Марковић имали су седморо деце, четири сина и три кћерке.
Син Милан Цинцар-Марковић (1877—1929), правник, био је секретар Министарства унутрашњих послова, а Владимир Цинцар-Марковић (1889 – 1950), такође правник, дипломата. Владимир је у браку са Станицом Гвоздић имао сина Димитрија Цинцар-Марковића, кога су рођаци и пријатељи у Београду звали „чика-Мита“, како су некада звали и његовог деду генерала Димитрија Цинцар-Марковића. Генералов унук Димитрије Цинцар-Марковић, седамдесетих година 20. века посетио је Доњу Белицу, где је стекао устисак да је реч о албанском месту.
Најстарија кћерка Томанија Цинцар-Марковић, која је добила име по госпођи Томанији Обреновић, била је удата за дивизијског генерала Војина Ђ. Максимовића (1876—1942), који је 1903. као капетан био на школовању у Петрограду у престижној Николајевској генералштабној школи, где је дипломирао као трећи у рангу. Генерал Војин Максимовић и Томанија Максимовић, рођ. Цинцар-Марковић имали су два сина и једну кћерку. Кћерка Вера удала се 1937. за ваздухопловног капетана, пилота-ловца Милана Д. Ристића.
Цинцар-Марковићева кћерка Ружица је била удата за артиљеријског капетана Јована Миљковића, ордонанса Краља Александра, који је погинуо на дужности у мајском преврату 11. јуна 1903. Касније је била удата за дивизијског генерала Драгољуба Петровића (1880—1957), од 1935. до 1937. команданта Зетске дивизијске области војске Краљевине Југославије.
Пашеног генерала Цинцар-Марковића, ожењен кћерком Илије Маргетића, Милевом Маргетић, био је Светозар Гвоздић (Пожаревац,1848 - Београд, 1907), министар привреде 1893, државни саветник, комесар Народне банке. Два Гвоздићева сина били су официри, коњички потпуковник Јован Гвоздић и артиљеријски пуковник Илија Гвоздић, а кћерка је била удата за генерала Николу Христића, двороуправитеља.
Генерал Димитрије Цинцар-Марковић имао је седморо деце и четворо унучади. Сто година после 1903. у Београду живи само једна његова праунука, која има сина, ученика основне школе.

## Савременици о Цинцар-Марковићу
Краљ Милан поклонио је генералу Димитрију Цинцар-Марковићу своју слику 3/4 природне величине у акварелу, коју је још имао Краљ Александар. На слици својом руком је написао: „Свом првом изврсном сараднику начелнику штаба команде Активне војске генералу Димитрију Цинцар-Марковићу, у знак захвалности и пријатељских осећаја - командант Активне војске, армијски генерал Милан“ .
Тодор П. Станковић, бивши генерални конзул у Путним белешкама по Старој Србији 1871—1898, објављеним у Београду 1910, говорећи о „Арнауташима“, како назива Албанце српског порекла, оставља сведочанство какав је утисак на њих оставио генерал Цинцар-Марковић: „Воле и поштују људе одмерене, достојанствене и јуначне. За ово последње да наведем један пример. Због учестаних пограничних немира ове 1897. године се је на српско-турској граници, наспрам Приштине, састала српско-турска комисија, коју су сачињавала ова лица: Командант морав. дивиз. области генерал Димитрије Цинцар-Марковић, турски посланик у Београду Тевфик-паша, генералштабни потпуковник Св. Нешић, оба погранична комесара: пуковник Али-беј и потпуковник Стојан Бранковић и још нека лица из војенег реда обе државе. Арнауташи, који су имали приступа, да виде ту комисију, дуго су по Лабу и Голаку говорили о Цинцар-Марковићу као о човеку одмереном, достојанственом и коме нема равна међу пашама турским. Појавом, понашањем, говором и уопште својим држањем Цинцар-Марковић је учинио силан утисак на Арнауташе. Једном приликом у Приштини, ове исте године, и сам ми је пуковник Али-беј рекао: „Цинцар-Марковић је велики човек“.
Генерал Димитрије Цинцар-Марковић је, према Слободану Јовановићу „међу официрима уживао велики глас са своје стручне спреме, и сматран је као унапред одређени генералисим у случају рата, нешто од оног поверења војске које је Радомир Путник стекао тек у Балканском рату, (он је) уживао још за време мира“.
Слободан Јовановић, који га није лично познавао, даје један приказ генерала Цинцар-Марковића: "... висок и крупан, издалека налик на краља Милана, са мргодним челом и оборених бркова пољског ратника, он је гледао преко рамена на цео свет, - и имао је на великим свечаностима један став господства и јунаштва који је будио успомене на наше старе „велможе". Слободан Јовановић нема много симпатија за Цинцар-Марковића, стално понављајући како је био „охол“ и „сујетан": „Био је пун великих планова - сразмерних његовој сујети - које је заваљен у наслоњачу, са цигаретом у руци, непрестано ваљао у глави, и који су се све више претварали у маглу“.
Владимир Јовановић, отац Слободана Јовановића, који је лично познавао генерала Цинцар-Марковића оставио је следеће сведочанство: „Па онда је рекао да је кабинет генерала Цинцар-Марковића само привремен, и да би он желио заменити га трајним либералним кабинетом.... Рекав мени да и ја ту останем, краљ је позвао генерала да преда мном каже, како је он пристао да буде шеф тадашњем кабинету. Генерал је одговорио да је он узео на себе одговорност шефа кабинета само за време докле му Њ. В,. Краљ не нађе заменика међу либералима".
Војвода Живојин Мишић са истинским поштовањем пише у својим успоменама о генералу Цинцар-Марковићу.

## Одликовања

### Домаћа одликовања
Српска:
- Орден Милоша Великог 1. и 2. реда
- Орден белог орла 1. и 4. реда
- Орден таковског крста 1, 2. и 3. реда
- Орден таковског крста са мачевима 5. реда
- Златна медаља за храброст
- Сребрна медаља за храброст
- Медаља за војничке врлине
- Споменица ратова 1876—1878
- Споменица рата 1885—1886
- Споменица гарде

### Инострана одликовања
Аустроугарска:
- Орден Франца Јозефа 1. реда са лентом
- Орден гвоздене круне 3. реда

Француска: 
- Ордени легије части 3. и 4. реда

Турска:
- Орден Османлије 1. реда са лентом и бриљантима
- Орден Меџидије 1. реда са лентом